# Billboard Hot 100

Billboard Hot 100: логотип

Billboard Hot 100 («Горячая сотня Billboard») — еженедельно публикуемый американским журналом Billboard хит-парад ста наиболее популярных в США песен. Фактически он является официальным хит-парадом США — самого крупного национального музыкального рынка в мире. Послужил прототипом множества аналогичных чартов, составляющихся по результатам продаж по всему миру. «Братский» хит-парад альбомов называется Billboard 200.

## История и методика

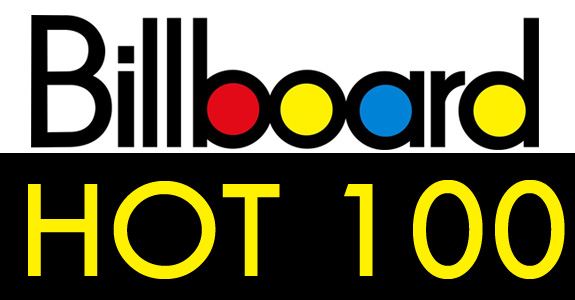
Billboard Hot 100: логотип 1970-80-х

Первоначально Billboard публиковал три различных хит-парада песен. Хит-парад Best Sellers in Stores, традиционно считающийся предшественником и прообразом нынешнего чарта, был основан на продажах синглов. Хит-парад Most Playes by Jockeys базировался на том, сколько раз та или иная композиция была прокручена на американских радиостанциях за истекшую неделю. Хит-парад Most Played in Jukeboxes рассчитывался исходя из количества заказов той или иной песни в музыкальных автоматах, которые были весьма популярны в Штатах в 1940-е и 1950-е.
12 ноября 1955 года все три хит-парада были объединены в The Top 100. Своё нынешнее название чарт получил в 1958 году, когда из методики подсчёта популярности были исключены ротация на радиостанциях и в музыкальных автоматах. Фактически, вплоть до 1998 года, хит-парад был основан исключительно на результатах продаж синглов в музыкальных магазинах США.
Традиционная методика стала подвергаться критике в 1990-е годы, когда стало очевидно, что далеко не все самые популярные песни выпускаются звукозаписывающими компаниями на синглах (особенно если задачей компании является раскрутка альбома в целом). Скажем, композиция «Don’t Speak» группы No Doubt в течение 16 недель лидировала в чартах, основанных на количестве проигрываний песен на радиостанциях, но так и не была выпущена отдельным синглом.
В 1998 году журнал вновь стал учитывать популярность песен на радиостанциях при составлении чарта, а слово «синглы» в названии хит-парада было заменено на «песни». С 2003 года при составлении хит-парада также учитываются результаты сетевых продаж в интернет-магазинах. В конце каждого года составляется итоговый хит-парад.
Очередные перемены в методике составления чарта произошли в 2012—2013 годах. Сначала в Hot 100 стали учитываться прослушивания по платной подписке на стриминговых сервисах Spotify и Rdio, а с февраля 2013 года также просмотры на видеохостинге YouTube. В результате последнего изменения на первой неделе после него чарт возглавил трек Бауэра «Harlem Shake» — звуковое сопровождение одноимённого интернет-мема.
Начиная с чартов Billboard от 12 ноября 2022 года, все рейтинги, которые отражают радио эфир (по аудитории и/или воспроизведению) в США и Канаде, будут основываться на данных из Mediabase, поскольку Luminate упраздняет платформу BDS. Billboard и Mediabase сохранят текущие правила и методологии составления чартов, а данные Luminate о потоковом вещании и продажах будут продолжать использоваться для других измерений рейтинга. После этого изменения Billboard продолжит включать в список все текущие репортерские станции, которые также контролируются Mediabase для чартов Billboard, в то время как Billboard и Mediabase намерены добавить дополнительные репортеры в будущем.

### Компиляция
Для компиляции еженедельного хит-парада используется следующий трекинг времени. Неделя отслеживания продаж (sales), потоковой передачи (streaming) и радиоэфиров (airplay) начинается в пятницу и заканчивается в следующий четверг (раньше радиоэфиры отслеживались с понедельника по воскресенье, но начиная с чарта от 17 июля 2021 года неделя была скорректирована для согласования с двумя другими показателями). Новый чарт составляется и официально публикуется в Billboard во вторник. Каждый чарт имеет дату выпуска с «окончанием недели» через четыре дня после премьеры их в Интернете (то есть в следующую субботу).

### Рекуррентный статус
Для того, чтобы чарт оставался как можно более актуальным и давал должное представление новым и развивающимся исполнителям и трекам, Billboard с 1991 года начал удалять из него песни, которые достигли определенных критериев относительно его текущего рейтинга и количества недель нахождения в хит-параде. Рекуррентные критерии менялись несколько раз, и в настоящее время (на 2022 год) песня навсегда перемещается в «Рекуррентный (возвратный) статус» («recurrent status»), если она провела 20 недель в Hot 100 и опустилась ниже 50-й позиции. Кроме того, нисходящие песни удаляются из чарта, если они занимают место ниже 25 после 52 недель. Снова попасть наверх удавалось немногих хитам, а в Топ-10 за всю историю повторно смогли попасть только 8 песен. Исключения сделаны для переизданий и внезапного возрождения популярности треков, которым потребовалось очень много времени, чтобы добиться массового успеха. Эти редкие случаи рассматриваются в индивидуальном порядке и в конечном итоге определяются менеджерами и персоналом Billboard. Рождественские песни регулярно появляются в Hot 100 каждый декабрь с тех пор, как были смягчены правила возвратов, кульминацией которых стала запись Мэрайи Кэри 1994 года «All I Want for Christmas Is You», занявшая первое место в хит-параде в декабре 2019 года. Песни также удаляются из жанровых чартов Hot R&B/Hip-Hop Songs, Hot Country Songs, Hot Rock & Alternative Songs, Hot Latin Songs, Hot Christian Songs, Hot Gospel Songs и Dance/Electronic Songs через 20 недель, если рейтинг их ниже 25-го места.

## Статистика по исполнителям
Архив хит-парада за предыдущие десятилетия является довольно точным показателем популярности того или иного исполнителя в США. Наибольшее количество песен на первом месте принадлежит следующим исполнителям:
| Число синглов № 1 | Артист         | «Большой» хит (По числу недель на вершине чарта)                                 |
| ----------------- | -------------- | -------------------------------------------------------------------------------- |
| 20                | The Beatles    | «Hey Jude» (9 недель)                                                            |
| 19                | Элвис Пресли   | «Don't Be Cruel»/«Hound Dog» (11 недель)                                         |
| 19                | Мэрайя Кэри    | «One Sweet Day» (дуэт с Boyz II Men) (16 недель)                                 |
| 14                | Рианна         | «We Found Love» (feat. Кельвин Харрис) (10 недель)                               |
| 13                | Майкл Джексон  | «Billie Jean» и «Black or White» (по 7 недель)                                   |
| 12                | The Supremes   | «Baby Love» (3 недели)                                                           |
| 12                | Мадонна        | «Take a Bow» (7 недель)                                                          |
| 12                | Дрейк          | «God's Plan» (11 недель)                                                         |
| 11                | Уитни Хьюстон  | «I Will Always Love You» (14 недель)                                             |
| 10                | Стиви Уандер   | «Ebony and Ivory» (дуэт с Полом Маккартни) (7 недель)                            |
| 10                | Джанет Джексон | «That's the Way Love Goes» (8 недель)                                            |
| 9                 | Bee Gees       | «Night Fever» (8 недель)                                                         |
| 9                 | Элтон Джон     | «Candle in the Wind 1997»/«Something About the Way You Look Tonight» (14 недель) |
| 9                 | Пол Маккартни  | «Ebony and Ivory» (дуэт со Стиви Уандером) (7 недель)                            |
| 9                 | Ашер           | «Yeah!» (feat. Лил Джон & Ludacris) (12 недель)                                  |
| 9                 | Кэти Перри     | «I Kissed a Girl» (7 недель)                                                     |
| 9                 | Тейлор Свифт   | «Anti-Hero» (8 недель)                                                           |

Больше всех песен в десятке приходится на долю Мадонны — 38, из них шесть достигли второго места, но не смогли подняться на вершину хит-парада. Первым синглом, который дебютировал сразу на первом месте, был хит Майкла Джексона «You Are Not Alone» (2 сентября 1995). Впоследствии дебюты на первом месте стали довольно обычным явлением. Майклу Джексону принадлежит и другой рекорд: пять песен из его альбома Bad были выпущены в качестве отдельных синглов и все они достигли первого места в чартах (позднее это достижение повторила Кэти Перри).
Самый пожилой исполнитель, возглавивший хит-парад, — Луи Армстронг: ему было 62 года, когда в 1964 году песня «Hello, Dolly!» поднялась на вершину. Среди женщин аналогичный рекорд творческого долголетия принадлежит Шер: ей было 53 года, когда сингл «Believe» возглавил хит-парад. Уникально также достижение Элтона Джона: в промежутке между 1970 и 1999 годами не было ни одного года, когда бы его композиции отсутствовали в списке сорока лучших песен США. Самым удачливым композитором является Пол Маккартни: 32 написанные им песни возглавляли хит-парад в разные годы (как правило, в исполнении его самого либо The Beatles). Самым большим неудачником считается Джеймс Браун: девяносто девять его песен попали в хит-парад, но ни одна из них не смогла достичь самой вершины.
В апреле 1964 года, в разгар битломании, The Beatles оккупировали все пять верхних позиций хит-парада. Другой пример необычайного всплеска популярности — «короли диско» Bee Gees: в течение 25 из первых 32 недель 1978 года их песни находились на вершине хит-парада (некоторые из них в исполнении других певцов). Более свежий пример — популярность Ашера, который находился на вершине больше половины 2004 года (28 недель) с тремя композициями подряд и четвёртой, выпущенной несколько позднее.

## Статистика по песням
По состоянию на февраль 2011 года на вершине хит-парада за всю его историю побывало 1000 песен. Юбилейным тысячным хитом на вершине чарта стала песня Леди Гаги «Born This Way». Если во второй половине 1980-х годов редкая композиция была на вершине хит-парада больше двух недель (и ни одна — больше четырёх), в 1990-е годы обычной стала практика, когда каждый сингл был вершине по 8—12 недель. В 1995—1996 годах песня Мэрайи Кэри и Boyz II Men «One Sweet Day» установила рекорд — 16 недель на первом месте, а в 2017 году его повторил ремикс на хит Луиса Фонси и Дэдди Янки «Despacito», записанный при участии Джастина Бибера. С 1956 по 1992 год этот рекорд принадлежал синглу Элвиса Пресли «Hound Dog» (11 недель, 1956), с 1992 по 1996 год — Уитни Хьюстон с песней «I Will Always Love You» (14 недель, 1992). В 2019 году рекорд Мерайи пал руками сингла Лил Нас Икса «Old Town Road», продержавшегося на вершине 19 недель (1 сольно и 18 ремиксом при участии Билли Рей Сайруса). Самое длительное пребывание на втором месте было зафиксировано в 1995 году (Уитни Хьюстон, «Exhale [Shoop Shoop]», 11 недель), которое впоследствии повторила песня «Good 4 U» (2021) Оливии Родриго. Но позже песня «Stay» (2021—2022) от The Kid LAROI и Джастина Бибера обновила этот рекорд до 14 недель. Дольше всех оставался в хит-параде сингл The Weekend «Blinding Lights» (90 недель, 2019—2021), он добрался до 1 места и продержался там 4 недели (с перерывами).
Рождественский шлягер Бинга Кросби «White Christmas» перевыпускался девять раз и каждый раз попадал в хит-парад, став в результате самым продаваемым синглом в истории. Наиболее часто перепеваемой композицией является «Unchained Melody»: она попадала в хит-парад в исполнении девяти разных исполнителей.